# .mt
.mt je vrhovna internetska domena (country code top-level domain - ccTLD) za Maltu. Domenom upravlja NIC Malta.

## Vanjske poveznice
- IANA .mt whois informacija  Arhivirana inačica izvorne stranice od 6. listopada 2008. (Wayback Machine)